# Stone Mambo
Stone Mambo, né le 25 mars 1999 à Kinshasa, est un footballeur français qui évolue au poste de défenseur central au Grenoble Foot 38 en Ligue 2.

## Biographie

### Débuts et formation
Stone Mambo, né le 25 mars 1999 à Kinshasa, commence le football au CO Langres avant de rejoindre l'ESTAC Troyes en 2013 à l'âge de 14 ans. Après être passé par toutes les catégories jeunes, il intègre l'équipe réserve ou il effectue un total de 36 matchs pour 2 buts inscrit.

### ESTAC Troyes
Le 24 juin 2019 , Stone Mambo signe son premier contrat professionnel avec l'ESTAC Troyes.
Il fait ses débuts pour son club formateur, le 13 aout 2019, lors du 1er tour de Coupe de la Ligue contre le RC Lens (défaite 2-1).
Lors de la saison de Ligue 2 2020-2021, Stone Mambo et l'ESTAC Troyes remporte le championnat et monte en Ligue 1.

### US Orléans
Le 20 juillet 2021, Stone Mambo s’engage librement avec l'US Orléans, il signe pour une saison.
Il fait ses débuts pour l'US Orléans, le 6 aout 2021, lors de la 1ere journée de National contre le Stade Lavallois (victoire 2-1).
Le 25 janvier 2022, lors de la 17e journée de National contre le CS Sedan-Ardennes, Mambo inscrit son premier but avec l'US Orléans (victoire 4-2).
Le 16 juin 2022, Mambo prolonge d'une saison avec le club Loirétain.

### Rodez AF
Le 21 août 2023, Stone Mambo s’engage librement avec le Rodez AF, il signe jusqu'en 2025.
Il fait ses débuts pour Rodez AF, le 18 novembre 2023, lors du 7e tour de Coupe de France contre l'US Liffré (victoire 3-0).
Le 9 décembre 2023, lors du 8e tour de Coupe de France contre le Stade Mayennais FC, Mambo inscrit son premier but avec le Rodez AF (victoire 9-0).
Le 6 juin 2025, le Rodez AF annonce son départ après 2 saisons sous les couleurs Sang et Or.  

### Grenoble Foot 38
Le 12 juin 2025, Stone Mambo s’engage librement avec le Grenoble Foot 38.
Il fait ses débuts pour le Grenoble Foot 38, le 9 août 2025, lors de la 1ère journée de Ligue 2 contre l'ESTAC Troyes (défaite 2-1).

## Palmarès

### En club
- ESTAC Troyes U19
  - Champion de la Coupe Gambardella en 2018
- ESTAC Troyes
  - Champion de France de Ligue 2 BKT en 2021